# Rob Reiner
Robert "Rob" Reiner, född 6 mars 1947 i Bronx i New York, är en amerikansk skådespelare, filmregissör, filmproducent och manusförfattare. Reiner har bland annat regisserat heavy metal-mockumentären This Is Spinal Tap (1984), dramakomedin Stand by Me (1986), fantasy-äventyret Bleka dödens minut (1987), den romantiska komedin När Harry träffade Sally (1989),  skräck-thrillern Lida (1990) och det rättsliga dramat På heder och samvete (1992). 
Reiner är son till skådespelaren, komikern och regissören Carl Reiner och skådespelaren Estelle Reiner samt äldre bror till författaren Annie Reiner (född 1949) och konstnären och fotografen Lucas Reiner (född 1960). Den sistnämnde är gift med skådespelaren Maud Winchester (född 1960), som har haft mindre roller i flera av Rob Reiners filmer.
Rob Reiner har en lång karriär bakom sig i Hollywood och har bland annat regisserat de uppmärksammade filmerna Spinal Tap, Stand by Me, När Harry träffade Sally, Lida och Sömnlös i Seattle. Hans gode vän Billy Crystal medverkar i ett antal av Reiners filmer, däribland När Harry träffade Sally.

## Filmografi i urval
- 1971–1979 – Under samma tak (TV-serie) (skådespelare, 182 avsnitt)
- 1974 – Omaka par (TV-serie) (gästroll)
- 1984 – Spinal Tap (manus, regi och skådespelare)
- 1985 – The Sure Thing (regi)
- 1986 – Stand by Me (regi)
- 1987 – Bleka dödens minut (regi och produktion)
- 1987 – Släng morsan av tåget (skådespelare)
- 1989 – När Harry träffade Sally (regi och produktion)
- 1990 – Lida (regi och produktion)
- 1992 – På heder och samvete (regi och produktion)
- 1993 – Sömnlös i Seattle (skådespelare)
- 1994 – Snacka om rackartyg (regi och produktion)
- 1994 – Kulregn över Broadway (skådespelare)
- 1995 – Presidenten och miss Wade (regi och produktion)
- 1996 – Skuggor från det förflutna (regi)
- 1998 – Spinal Tap: The Final Tour (regi)
- 1999 – EDtv (skådespelare)
- 2003 – Dickie Roberts: Former Child Star (skådespelare)
- 2005 – Ryktet går (regi)
- 2007 – Nu eller aldrig (regi och produktion)
- 2010 – Flipped (regi, manus och produktion)
- 2012 – The Magic of Belle Isle
- 2012–2018 – New Girl (TV-serie) (tio avsnitt)
- 2013 – The Wolf of Wall Street
- 2014 – Säg aldrig aldrig (regi, produktion och skådespelare)
- 2015 – Being Charlie  (regi och produktion)
- 2016 – LBJ  (regi och produktion)
- 2017 – Shock and Awe  (regi, produktion och skådespelare)
- 2025 – Spinal Tap II: The End Continues